# Струве, Фёдор Аристович
 Федор Аристович Струве (нем. Jacob Theodor Struve; 1816—1885) — российский учёный датского происхождения; доктор классической филологии, профессор римской словесности и древностей Казанского и классической филологии Новороссийского университетов. Действительный статский советник.

## Биография
Теодор Струве, датчанин по происхождению, родился 12 мая 1816 года[по какому календарю?] во Фленсбурге, где его отец Эрнст Струве, второй сын директора гимназии в Альтоне Якова Струве, был городским физиком (нем. Stadtphysikus).
После смерти отца 25 января 1822 года, был усыновлён своим дядей Людвигом Струве, который был в то время врачом в Эльмсхорне. Вместе с ним переселился в Дерпт, куда Людвиг Струве был назначен профессором клиники Дерптского университета. В 1827 году начал учиться в Дерптской гимназии. О 12-летнем мальчике, осиротевшем в 1828 году во второй раз, позаботился другой дядя Вильгельм, профессор астрономии и директор Дерптской обсерватории. Окончив гимназию, Фёдор Струве в 1832 году поступил на историко-филологический факультет Дерптского университет, получив в нём в 1837 году степень кандидата. В 1840—1842 годах преподавал в местной гимназии.
В декабре 1843 года защитил диссертацию «Emendationes et observationes in Quinti Smyrnaei Posthomerica» и получил степень магистра философии в Петербургском университете. В начале следующего года был переведён учителем латинского языка в первую гимназию Казани, где в мае был допущен к временному преподаванию и в университете сначала латинского языка, а затем римских древностей и римской литературы с разбором авторов. После защиты в Петербургском университете диссертации «De argumento carminum epicorum quae res ab Homero in Iliade narratas longius prosecuta sunt» (СПб., 1846 г. и «Учен. Записка Казан. Унив.». — 1850. — Кн. 2), 15 марта 1846 года он получил степень доктора философии и классической филологии, вскоре после чего стал старшим учителем, а в 1851 году — адъюнктом Казанского университета по кафедре римской словесности; с следующего года он был уже экстраординарным профессором по той же кафедре и с 1855 года — ординарным профессором и назначен деканом историко-филологического факультета.
Вследствие столкновения со студентами, предложившими ему оставить кафедру, Струве в конце 1860 года прекратил чтение лекций, а возобновлением их с января 1861 года вызвал новый протест со стороны студентов, за которым последовало приказание министра исключить главных зачинщиков и предложение попечителю «поставить на вид профессору Струве отсутствие благоразумия и такта в его действиях». Вскоре после того Струве был уволен от службы (в октябре 1862 года) с полной пенсией и преподавал латинский язык в третьей Петербургской гимназии, где он оставался до 1865 года, когда был назначен профессором по кафедре греческой филологии в только что открытый Новороссийский университет. Здесь он стал читать греческий язык на всех четырёх курсах, а для специалистов — ещё греческие древности и греческую литературу. Лектором он считался, однако, не из лучших, и аудитория его нередко вмещала в себе всего 2—3 человека, но за доброе отношение к студентам его любили.
С 1 июня по 1 октября 1868 года он был командирован советом Новороссийского университета в Афины, Париж, Рим и Германию, главным образом для установления ученых сношений с представителями археологии за границей, с целью всестороннего изучения остатков древнегреческой цивилизации на северном побережье Чёрного моря — задача, ближе всего касавшегося Новороссийского университета. Кроме того, ему было поручено приобретение различных предметов для университетского музея древностей и изящных искусств.
Путешествие своё Струве описал в своих «Путевых заметках», напечатанных в «Записках Императ. Новороссийского Университета» за 1868 год (т. III, стр. 463—516), под заглавием: «Отчет ордин. профессора Ф. А. Струве о командировке его в Афины, Рим, Париж и Германию».
В 1870 году, по окончании 25-летнего срока его службы, он был избран Советом университета ещё на 5 лет, но лишь незначительным большинством. Обиженный этим, Струве не согласился остаться в университете и 3 августа 1870 года был назначен заведующим гимназией при историко-филологическом институте в Петербурге; 24 декабря 1871 года был произведён в действительные статские советники. В 1877 году вышел в отставку и поселился в Риге, где и скончался 22 декабря 1885 (3 января 1886) года.

## Научная деятельность
Кроме вышеупомянутых двух диссертаций и «Путевых заметок», Струве принадлежат ещё следующие работы:
- «Заметки по поводу отчета Новоселова» («Журн. Минист. Народн. Просвещ.», ч. СХVІІ, отд. V, стр. 19);
- «Новые надписи Ольвийские» (Одесса, 1866 г. и «Записки Одесск. Общ. Истории и Древностей», 1867 г., т. VΙ);
- «Археологические розыскания в южной России, по отчетам Импер. Археол. комиссии» (ibid.),
- «Археологические заметки по поводу посещения Аккермана в 1866 г.» (ibid.),
- «Об издании греческих и латинских авторов с русскими примечаниями» («Журн. Минист. Народн. Просвещ.», 1868 г., ч. 137, № 1),
- «О двух новооткрытых классических надписях в Закавказье»,
- «Зап. Одесск. Общ. Истории и Древностей», 1868 г., т. VІІ, стр. 282),
- «Pontische Briefe an F. Ritschl» ("Reinische Museum, 1870 г., Bd. XXV—XXIX),
- «Наши классические гимназии» («Журн. Мин. Народ. Просвещ.», 1870 г., ч. 149, № 5, стр. 1),
- «Новости из припонтийского края. Транскрипция и объяснение новонайденной Военорской надписи» («Труды Моск. Археол. Общ.», т. III, стр. 60),
- «О новооткрытых надписях в Танаисе» (Там же, т. III, стр. 71).

Несмотря на неуспех лекций Струве, страдавших сухостью и какою-то жесткостью изложения, его труды, тем не менее, заслуживают серьезного внимания археологов; ими интересовались и их ценили такие авторитетные специалисты как Ричль, Кэхли, Шнейдер, Бергк и др.
- К истории византийской отреченной письменности (Апокрифические молитвы, заклинания и заговоры). — Одесса, 1901.
- Неизданные канонические ответы Константинопольского Патриарха Луки Хрисоверга и митрополита Родосского Нила. — Одесса, 1903.
- Канонические ответы Иоасафа, митрополита Ефесского: (Малоизвестный памятник права Греческой Церкви XV в.). — Одесса, 1903.
- Испытание освященным хлебом (Вид «Божьего суда» для обличения вора): Греческий устав совершения его по рукописи XVII в., с кратким историческим очерком // ЗИНУ. — Т. 98. — Одесса, 1904.
- Святые — покровители сельскохозяйственных занятий (Из истории относящихся к ним греческих последований) // ЗИНУ. — Т. 98. — Одесса, 1904.
- Канонарий монаха Иоанна (К вопросу о первоначальной судьбе Номоканона Иоанна Постника) // ЗИНУ. — Т. 109. — 1907.
- Проклятие преступника псалмами. К истории суда Божьего в Греческой церкви. — Одесса, 1912.